# Wijken en buurten in Hardinxveld-Giessendam
De Nederlandse gemeente Hardinxveld-Giessendam is voor statistische doeleinden onderverdeeld in wijken en buurten. De gemeente is verdeeld in de volgende statistische wijken:
- Wijk 00 (CBS-wijkcode:052300)

Een statistische wijk kan bestaan uit meerdere buurten. Onderstaande tabel geeft de buurtindeling met kentallen volgens het Centraal Bureau voor de Statistiek (2008):
| CBS-buurtcode | Buurtnaam         | Inwonertal | Opp. totaal (ha) | Opp. land (ha) | Ligging                |
| ------------- | ----------------- | ---------- | ---------------- | -------------- | ---------------------- |
| BU05230000    | Boven-Hardinxveld | 4600       | 630              | 470            | Locatie in de gemeente |
| BU05230001    | Neder-Hardinxveld | 5500       | 334              | 301            | Locatie in de gemeente |
| BU05230002    | Giessendam        | 5210       | 843              | 833            | Locatie in de gemeente |
| BU05230003    | De Peulen         | 2300       | 128              | 84             | Locatie in de gemeente |

Indeling Wijken en Buurten Gemeente Hardinxveld-Giessendam
Kaart van de gemeente